# Hydraena subinoides
Hydraena subinoides är en skalbaggsart som beskrevs av Armand D'Orchymont 1944. Hydraena subinoides ingår i släktet Hydraena och familjen vattenbrynsbaggar. Inga underarter finns listade i Catalogue of Life.